# Малі Передримихи
Малі́ Передримихи — село в Україні, у Жовківській міській громаді Львівського району Львівської області.

## Історія
Малі Передримихи (пол. Przedrzymichy Małe) — село, належало до Жовківського повіту, 10.5 км на схід від Жовкви, 9 км на пн. від Куликова. На схід лежать Зіболки, на пд. Великі Передримихи, на пд.-зах. Смереків, на зах. Блищиводи, на пн.-зах. Туринка. Село лежить в басейні р. Буг, між р. Желдець від сходу і р. Свинею від заходу, у низовині (узгір'я 254 м); на північ від нього — узгір'я «Лисячий пісок» (237 м).
Перша згадка про село Малі Передримихи датується XVII століттям, як королівські володіння, що управлялися королівськими державцями з Мервич. Урочища навколо села були вкриті лісами і використовувалися, як місця для королівських полювань. З кінця XVII століття вони із королівської власності стають власністю домініканського монастиря у Жовкві і частково володіння графів Дідушицьких. Управитель графа Дідушицького Шидшелігрський, який жив у Мервичах, на початку XVIII століття почав оселяти на урочищі Грабів перших поселенців. Це були панчизняні хлопи — переселенці з Мазурщини (Дідушицькі мали там маєтки), а також взяті в полон татари. Приблизно в цей час домініканський костел поселив кілька родин церковних хлопів.
Перший перепис населення в Малих Передримихах було зроблено в 1787 році при австрійському імператорі Йосифі (Йосифівська метрика). В селі нараховувалося 30 сімей. Половину населення становили церковні і панські хлопи, які відбували панщину і несли оброки. Решту — становили шляхтичі, звільнені від феодальної служби, але вони платили камеральний податок. Більшість кметів — шляхтичів переселилися з Великих Передримих, що й дало назву селу — Малі Передримихи. Кмети належали до дрібної шляхти. Село в адміністративному відношенні належало до Туринки.
У першій половині XIX століття, після скасування панщини, графи Дідушицькі провели парцелярію своїх ґрунтів. Значну частину землі купили польські переселенці, завдяки чому швидко зросло польське населення, яке по кількості в селі на 1860—1876 роки зрівнювалося з українським. Класове розшарування селянства посилилось після скасування кріпосного права в 1848 році. В середовищі селян виділилися заможні, які мали від 25 до 30 моргів поля і лісів, 40 гектарами землі володів священик.
В роки першої світової війни багато жителів села було мобілізовано в австро-угорську армію. У полоні російської армії були Лозиньський та Войтевич. Обидва були відправлені в Росію і повернулися в 1918 році.
На початку двадцятих років XX століття цей край попав під владу буржуазно-поміщицької Польщі. Становище жителів села погіршується. Через малоземелля 25 родин села в 1925 році виїхало у Францію. У наступні роки еміграція в чужі краї стала постійною. Земля, через несталу агротехніку, не радувала врожаями селян. Почалась нова хвиля еміграції жителів села у далеку Канаду. У 1932—1939 роках посилилась класова політика польського уряду. Приблизно в 30-х роках серед селян села Малі Передримихи поширюється ідеї самостійності України, які пропагують члени Організації Українських Націоналістів (ОУН).
3 вересня 1939 року цей край опинився під владою більшовиків. Почався процес колективізації сільського господарства і вивезення заможних родин в Сибір. Але планам більшовиків перешкодив напад Гітлерівських військ на СРСР 22 червня 1941 року. Почався період німецької окупації. Деяких жителів села було відправлено на роботу в Німеччину.
Боротьбу з німецькими загарбниками проводить Українська Повстанська Армія (УПА). Могила і великий березовий хрест на сільському цвинтарі є свідченням того що в рядах УПА були і малопередриміхівці, один із них Василь Яворський.
В радяньсько — німецькій війні настав переломний час, фашисти відступають на захід. В липні 1944 року радянська армія вступила на терени Жовківщини. В її ряди було мобілізовано і малопередримихівців, їх використовували як гарматне м'ясо, посилаючи на передові рубежі атак. Армія УПА тепер веде боротьбу з більшовицькими військами.
Так, 21 березня 1945 року більшовики оточили ліс біля сіл Вершини, Малі Передримихи, Зіболки сотню куреня «Галайди» під командуванням сотенного «Перемоги», (Василь Василяшко). В сотні було тоді 167 повстанців. З боку військ НКВД було 6 тисяч бійців. 22 березня після цілоденного бою, у якому упало 40 повстанців та 17 було поранено, між ними і сотенний «Перемога», повстанцям вдалося перемогти енкаведистів і прорватися з оточення в ліси за шосе Кам'янка-Бузька — Великі Мости. Енкаведити втратили приблизно 480 солдатів вбитими, між ними вбитими були два полковники, два майори і майор-лікар.
Так, у 1942-43 роках на брамах садиб поляків з'явились карточки із надписами що спонукали поляків виселитись із села. Авторами були вояки УПА. Так, всупереч бажанням поляків із Малих Передримих виїхало приблизно 40-50 % дворів, а кількість тих, що залишились, наблизилася до теперішньої.
Але переселення у селі на цьому не зупинилось. У 1945-46 із села Малі Передримихи було виселлено 5 сімей, які мали відношення до УПА, і згодом повернулись додому. Натомість у село було переселено 5 інших сімей. Дві з них переселилися під час вирівнення кордону між СРСР і Польщею у 1945 році із села Старе Брусно і три сім'ї із Курників, де зараз Яворівський полігон.
У 1950 році на базі села Блищиводи і Малі Передримихи влада створює колгосп імені Лесі Українки. Через два роки колгоспи з'єднали з господарством села Смереків і назвали іменем Леніна. У 1973 році Блищиводи і Малі Передримихи були приєднані до колгоспу Підлісного тепер Зіболки, село входило до першої рільничої бригади. За роки більшовицької влади в селі було вибудовано лише один корівник та магазин в 1976. У 1936 у селі побудували школу.
Із розпаюванням майна ТзОВ «Підісне» майнові частки отримали жителі Малих Передримих, у процесі розпайовування землі Зіболківської сільської ради отримали і земельні частки у розмірі 2,5 гектара. Зараз в Малих Передримихах проживає понад 140 осіб і нараховується 54 двори, але проживають лише у 38, на інших проводиться забудова.
12 червня 2020 року, відповідно до розпорядження Кабінету Міністрів України № 718-р «Про визначення адміністративних центрів та затвердження територій територіальних громад Львівської області», село увійшло до складу Жовківської міської громади.
19 липня 2020 року, в результаті адміністративно-територіальної реформи та ліквідації Жовківського району, село увійшло до складу новоствореного Львівського району.

## Населення

### Мова
Розподіл населення за рідною мовою за даними перепису 2001 року:
| Мова       | Кількість | Відсоток |
| ---------- | --------- | -------- |
| українська | 143       | 100%     |